# Wapen van Augsbuurt

Wapen van Augsbuurt

Het wapen van Augsbuurt is het dorpswapen van het Nederlandse dorp Augsbuurt, in de Friese gemeente Noardeast-Fryslân. Het wapen werd in 1976 geregistreerd.

## Beschrijving
De blazoenering van het wapen luidt als volgt:
In goud een groene (rechter-) schuinbalk, beladen van boven naar beneden met een rechtopstaande vis, een roos en een  rechtopstaande vis, alles van zilver, met een rode gekanteelde schildzoom.
De heraldische kleuren zijn: goud (goud), sinopel (groen), zilver (zilver) en keel (rood).

## Symboliek
- Gekanteelde schildzoom: symbool voor de voormalige Clantstate.[3]
- Gouden veld met groene schuinbalk en vissen: overgenomen uit het wapen van het Groninger geslacht Clant dat de Clantstate bewoonde en dat twee grietmannen van Kollumerland en Nieuwkruisland leverde.[3]
- Roos: ontleend aan de wapens van de families Roorda en Van Aylva die eveneens de Clantstate bewoond hebben en voorkwamen als grietmannen.[3]

## Zie ook

Vlag van Augsbuurt